# Tomentella subalpina
Tomentella subalpina är en svampart som beskrevs av M.J. Larsen 1972. Tomentella subalpina ingår i släktet Tomentella och familjen Thelephoraceae.   Inga underarter finns listade i Catalogue of Life.